# Брокстоу
Бро́кстоу (англ. Broxtowe) — район місцевого самоврядування зі статусом боро в Ноттінгемширі, Англія, на захід від міста Ноттінгем. За переписом 2011 року населення району становило 109 487 осіб. Це частина міського району Ноттінгема. Західним сусідом Брокстоу є район Ереваш, що в графстві Дербішир.

## Політика
Перші вибори до ради відбулися в 1973 році, коли консерватори отримали контроль. Партія утримувала владу до 1995 року, коли вона втратила контроль Лейбористській партії. З 2003 року жодна партія не мала загального контролю. Після виборів 2009 року ліберал-демократи очолили раду за підтримки лейбористів. Після виборів 2011 року лейбористи очолили раду за підтримки ліберал-демократів, але найбільше представництво в раді мали консерватори. На виборах 2015 року консерватори отримали більшість.